# Erick Manana
Erick Manana, de son vrai nom Erick Rafilipomanana, est un auteur, compositeur et guitariste malgache du style ba gasy, né en 1959.
Il a reçu en 1997 le Prix de l'Académie Charles-Cros pour son album Vakoka.

## Biographie
Erick Manana fait partie d'une vague de musiciens développant le folk malagasy depuis la fin des années 70. Il fut membre du groupe folk Lolo sy ny Tariny avec la chanteuse Hanitra, il a accompagné Graeme Allwright avant d'entamer une carrière en solo durant laquelle il sort de nombreux albums et rencontre un succès national et à l'étranger.
Il réalise de nombreuses collaborations avec plusieurs groupes ou chanteurs tels que le groupe Feo-Gasy, avec le plus célèbre joueur de sodina, Rakoto Frah, mais aussi Justin Vali, Régis Gizavo, Anna Tanvir, Aina Quach, Jenny Fuhr ou Dama du groupe Mahaleo.
Pour ses 35 ans de carrière, en 2013, il s'est produit à l'Olympia.

## Discographie
- Vakoka, 1997
- Razilinah
- Bonjour Madame la guitare, 1999
- Barikavily
- Maty ilay masoandro
- Taniko, 2001
- Madagascar All Stars, 2009
- Erick Manana & Jenny Fuhr, 2013
- Vanoala avec Dama, 2016
- Takalo, avec le quatuor à cordes allemand Lokanga Köln Quartet, 2018

## Prix et distinctions
- Prix découverte RFI en 1994[3]
- Grand prix de l'Académie Charles-Cros pour son album Vakoka en 1997[4]
- Commandeur de l'ordre des arts et des lettres en 2013[5].

## Filmographie
- Songs for Madagascar de Cesar Paes, Laterit productions, 2017, 88 min